# Port lotniczy Montreal-Pierre Elliott Trudeau
Port lotniczy Montreal-Pierre Elliott Trudeau (L’Aéroport international Pierre-Elliott-Trudeau de Montréal) (IATA: YUL, ICAO: CYUL) – port lotniczy położony w Dorval, koło Montrealu, w prowincji Quebec. Jeden z największych w Kanadzie. W 2006 obsłużył około 11,5 mln pasażerów.
Lotnisko jest jednym z dwóch zarządzanych i obsługiwanych przez Aéroports de Montréal (ADM), inne lotnisko to Montreal-Mirabel na północny zachód od Montrealu, który był pierwotnie przeznaczony do zastąpnie tego lotniska w Dorval, ale obecnie jest wykorzystywany wyłącznie przez samoloty cargo. Montréal-Trudeau jest własnością Transport Canada, która ma 60-letnią dzierżawę z Aéroports de Montréal, zgodnie z Narodową Polityką Lotniskową z 1994 roku.
Trudeau jest najbardziej ruchliwych portem lotniczym w prowincji Quebec, trzecim co do wielkości lotniskiem w Kanadzie pod względem ruchu pasażerskiego i czwartym najbardziej ruchliwych w ruchu operacyjnym, z 12 969 834 pasażerów i 217 545 operacji w 2010 roku. Jest to jeden z ośmiu kanadyjskich portów lotniczych tzw. bram transportowych. Lotnisko jest również węzłem Air Canada. Połączenie lotnicze między Montrealem i Toronto jest 14 najbardziej ruchliwą trasą lotniczą na świecie, jeśli chodzi o loty w tygodniu, połączenie lotnicze między YUL i Paryżem-Charles de Gaulle jest 8 pod względem przewiezionych pasażerów (1,1 mln).
Linie lotnicze obsługujące lotnisko oferują loty do Afryki, Azji Zachodniej, na Karaiby, Ameryki Środkowej, Ameryki Południowej, Europy, Meksyku, Stanów Zjednoczonych i innych miejsc na terytorium Kanady.

## Historia
Narodziny Lotniska Dorval miało miejsce w 1940 roku. W tym czasie stało się jasne, że Port lotniczy Montreal-Saint-Hubert (pierwszy oficjalny port lotniczy Montrealu, działający od 1927) nie mógł już sprostać rosnącym potrzebom miasta. Minister Transportu zakupił grunty w Dorval Race Track, zapewniając tym samym najlepszą lokalizację dla nowego lotniska. Port lotniczy Montreal-Dorval oddano do użytku w dniu 1 września 1941 r. Do 1946 roku lotnisko obsługiwało już ponad ćwierć miliona pasażerów rocznie, do ponad miliona w połowie lat 50. Lotnisko to było przede wszystkim wybrane z powodu dobrej pogody i jedynie kilku mglistych dni. Podczas II wojny światowej tysiące samolotów alianckich przemieszczało się przez Dorval w drodze do Anglii. W pewnym momencie Dorval był głównym ośrodkiem transatlantyckiego lotnictwa komercyjnego i najbardziej ruchliwym portem lotniczym w Kanadzie z takimi liniami jak British Overseas Airways Corporation.
W listopadzie 1960 roku, lotnisko zostało przemianowane na Montreal-Dorval International Airport/Aéroport international Dorval de Montréal. W dniu 15 grudnia tego roku, Minister Transportu zainaugurowała nowy wybudowany kosztem 30 mln dolarów terminal. Był to największy terminal w Kanadzie i jednym z największych na świecie. Montreal-Dorval International Airport było bramą do Kanady ze wszystkich europejskich lotnisk, obsługując ponad dwa miliony pasażerów rocznie. Osiem lat później, Montreal-Dorval International Airport przeszedł kompleksowy program rozwoju. Rząd przewidywał, że lotnisko będzie całkowicie nasycony w roku 1985, a także przewiduje, że 20 mln pasażerów będzie obsługiwanych w tym roku. Postanowili zbudować nowe lotnisko w Sainte-Scholastique (Port lotniczy Montreal-Mirabel). Jako pierwszy etap przejściowy, który miał spowodować zamknięcie lotniska Dorval, a loty międzynarodowe miały być przeniesione na nowe lotnisko w 1975 roku.

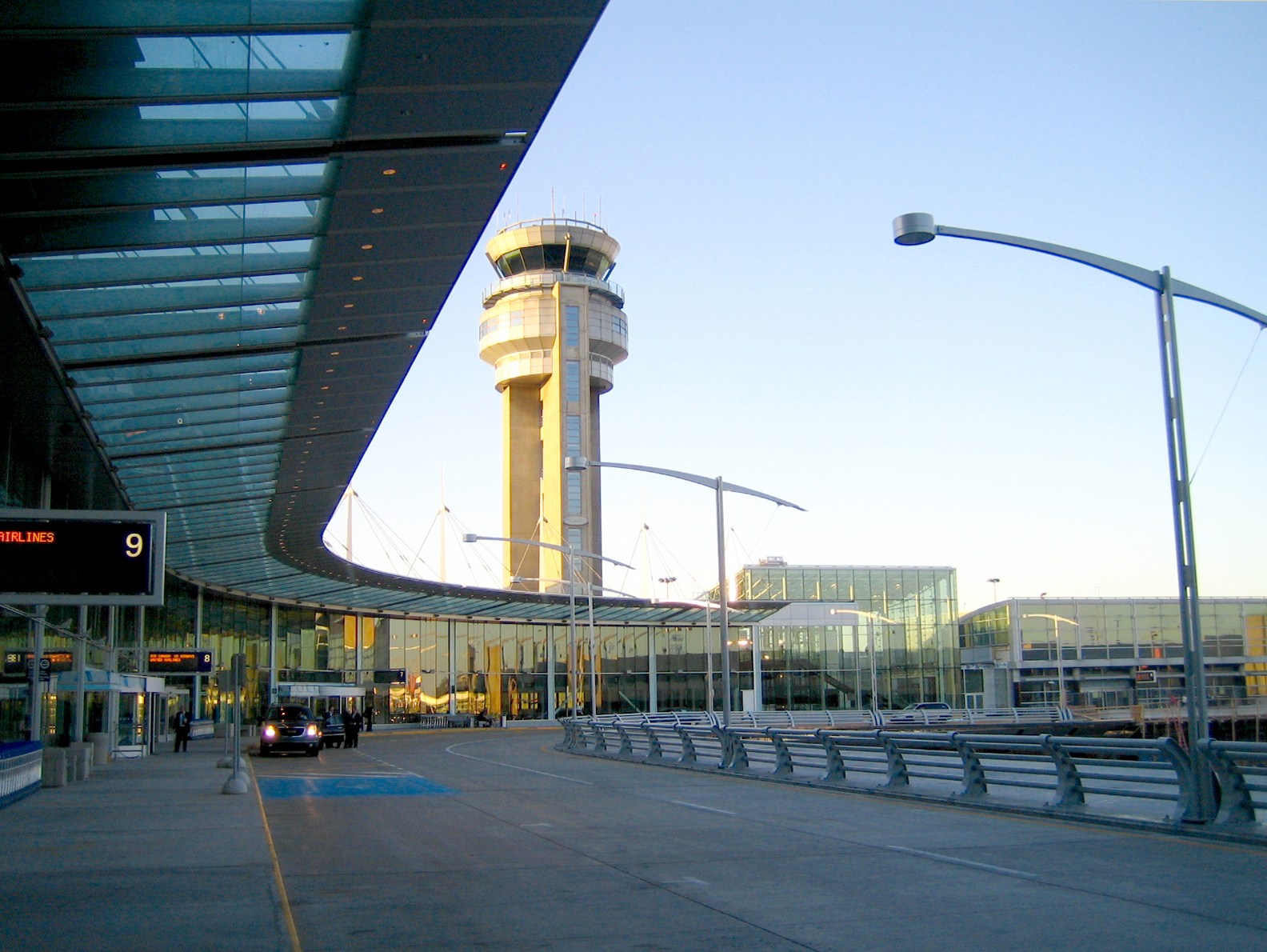
Hala odpraw

W dniu 29 listopada 1975, Port lotniczy Montreal-Mirabel został otwarty. Miał powierzchnię 70 km² i strefę buforową 290 km², stał się największym portem lotniczym na świecie. Wiele połączenia kanadyjskich zostało przeniesionych do Montreal-Mirabel i 23 międzynarodowych linii lotniczych również się tam przeniosło. W konsekwencji, lotnisko Montreal-Dorval obsługiwało lotny krajowe i do Stanów Zjednoczonych. Ruchu na Mirabel spadł ze względu na pojawienie się w 1980 roku samolotów z większym zasięgiem, które nie musiały tankować w Montrealu przed przekroczeniem Atlantyku. Spadek gospodarczy w Montrealu w latach 1970–1980 miał znaczący wpływ na ruch na lotnisku, loty międzynarodowe przeniesiono od Dorval i Toronto, który obsługuje większy obszar miejski Toronto. Rząd planował przeniesienie całego ruchu lotniczego na nowe lotnisko, ale nigdy do tego nie doszło. Ze względu na bliskość centrum Montreaul stare lotnisko było częściej używane i z rokiem 2004 na lotnisku Mirabel zaprzestano obsługi połączeń pasażerskich.

## Transport
Société de transport de Montréal (STM) obecnie ma cztery regularne linie autobusowę obsługujące Lotnisko, w tym trasy „204 Cardinal” siedem dni w tygodniu, trasę „209 Sources” od poniedziałku do piątku, a trasy „356 Lachine /Montreal-Trudeau /Des Sources „i 378 Sauvé /Côte-Vertu /Montreal-Trudeau to autobusy nocne. Trzy z czterech tras można obsługują dworzec autobusowy i kolejowy Dorval, w odległości spaceru od stacji Dorval VIA [24]. Autobus wahadłowy kursuje między lotniskiem a stacją Dorval VIA.
29 marca 2010, STM wprowadziło ekspresową trasę 747. Kursuje 7 dni w tygodniu, 24 godziny na dobę i 365 dni w roku, trasa ta zawiera dziewięć przystanków w każdym kierunku, w tym zatrzymuje się na stacjach Lionel-Groulx, dworzec centralny i Berri-UQAM. Kursuje co 10–12 minut w godzinach od 8.30 rano do 20.00, co 30 minut od 05.30 do 08.30 i od 20.00 do 1.00, i co godzinę od 2.00 do 5.00.
Przed wprowadzeniem publicznych usług transportowych, Groupe La Québécoise obsługiwały połączenia autokarowe znany jako Aerobus L’pomiędzy lotniskiem i dworcem centralnym, łącząc centrum miasta z kilkoma hotelami.
| Trasa                                      | Połączenie | Okres kursowania                       | Mapa | Schemat  |
| ------------------------------------------ | --- | -------------------------------------- | ---- | -------- |
| Société de transport de Montréal (STM)     | |                                        |      |          |
| 204 Cardinal                               | Z Westbound do Terminus Fairview Pointe-Claire przez Pine Beach i Valois, oraz z Eastbound do Dorval (AMT) Vaudreuil-Hudson Commuter Rail Line                                                      | Codziennie                             | Map  | Schedule |
| 209 Des Sources                            | Northbound to Dorval (AMT) and Roxboro-Pierrefonds (AMT) Train Stations Vaudreuil-Hudson Commuter Rail Line Deux-Montagnes Line Commuter Rail Line                                                  | Codziennie od poniedziałku do piątku   | Map  | Schedule |
| 747 Express Bus                            | Z Eastbound do Downtown Montreal przez Lionel-Groulx Station i Berri-UQAM Metro Station Metro-Green Line Metro-Orange Line Metro-Yellow Line                                                        | Codziennie, przez całą dobę            | Map  | Schedule |
| 356 Lachine /Montreal-Trudeau /Des Sources | Z Westbound do Lachine przez Dorval Train station oraz z Eastbound do Downtown Montreal przez Atwater Metro Station i Frontenac Metro Station. Vaudreuil-Hudson Commuter Rail Line Metro-Green Line | W przybliżeniu między 1 w nocy a 5 ran | Map  | Schedule |
| 378 Sauvé /Côte-Vertu /Montreal-Trudeau    | Eastbound to Saint-Laurent with stops at Côte-Vertu Metro Station, Montpellier Train Station and Sauvé Metro Station. Deux-Montagnes Line Commuter Rail Line Metro-Orange Line                      | W przybliżeniu między 1 w nocy a 5 ran | Map  | Schedule |

## Rozbudowa

### Rozbudowa terminalu (2000−2005)

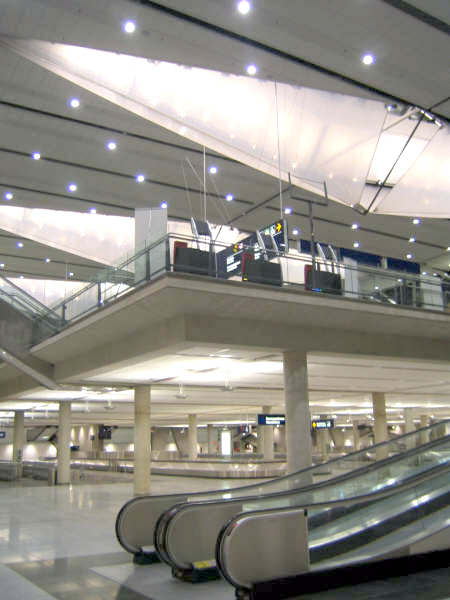
Hala przylotów

Montréal-Trudeau przeszedł poważne rozbudowy i modernizacji mających na celu zwiększenie zdolności terminalu i znacznie podniesienie poziomu obsługi pasażerów. W lutym 2000 r. z budżetu 716 mln dolarów kanadyjskich, ADM ogłosiła obszerne plan rozwoju, który przyniesie Montréal-Trudeau do normy względem innych lotnisk Ameryki Północnej podobnej wielkości. Terminal lotniska miał w większości pozostaź taki sam, z wyjątkiem drobnych remontów, od jego otwarcia w 1960 roku. Wraz ze wzrostem liczby pasażerów wynikających z przeniesienia międzynarodowych regularnych połączeń pasażerskich z lotniska Mirabel w 1997 roku, a także intencji Air Canada, aby Montreal-Dorval stał się węzłem Wschodniej Kanady, istniała silna potrzeba znacznej rozbudowy terminalu, którego pojemność około 7 mln pasażerów rocznie została przekroczona.
Program rozbudowy obejmował budowę kilku zupełnie nowych obiektów, w tym pomostu dla lotów do Stanów Zjednoczonych (US Preclearance Terminal), drugi do innych miejsc międzynarodowych (International Terminal), a także ogromny kompleks przylotów międzynarodowych. Pirs z 18 bramkami transgranicznymi i pirs z 11 bramkami międzynarodowymi, nowe obszary obsługi pasażerów i hala odbioru bagaży na loty zagranicznych oraz rozszerzony parking, zostały zbudowane w latach 2000–2005. Dodatkowo, część krajowa została odnowiona i rozbudowana, wraz z dodatkową powierzchnią handlową. Zakończenie rozbudowy Montréal-Trudeau daje zdolność do obsługi 15 milionów pasażerów rocznie. To jeden z celów, który miał być spełniony przy budowie Mirabel. (W roku 1970 rząd federalny przewidywał, że lotnisko Doval w 1985 będzie obsługiwać 20 mln pasażerów, a Mirabel 17 mln). Aéroports de Montréal sam sfinansował rozbudowę, bez dotacji rządowych. Pod koniec 2007 roku, 1,5 miliarda dolarów została zabezpieczone w celu dalszej rozbuowy lotnisko Montréal-Trudeau.

### Inne projekty
ząwszy od 2006, ADM rozpoczął kolejny proces rozbudowy połączeń lądowych na lotnisko, nowy parking, oraz poprawę dostępu do terminala krajowego. W dniu 30 listopada 2006 r., ADM zapowiedział przeniesienie licznych hangarów, do zachodniej części portu lotniczego, w celu zwiększenia terminali transgranicznego i międzynarodowego. W październiku 2010 roku okazało się, że pomost międzynarodowy zostanie rozbudowany o dodanie czterech nowych bramek, z których jedna będzie w stanie pomieścić Airbusa A380. Lotnisko będzie zatem posiadać dwie bramki, mogące obsłużyć A380. W 2011 roku, ogłoszono bardziej kompleksową rozbudowę budynków terminali.
Od maja 2011, fotografie, filmy i opracowanie animowane od National Film Board of Canada, która ma swoją siedzibę w Montrealu, są wyświetlane jako część programu Montreal Identity/L’Aerogalerie.

### Dorval interchange
Aéroports de Montréal, miasto Montreal, Transports Québec i Transport Canada planuje poprawić dostępność lotniska i zbudować bezpośrednie połączenie drogowe między lotniskiem i autostradą 20 i 520. Po uzyskaniu certyfikatu autoryzacji, prace rozpoczęto w czerwcu 2009 roku z potencjalną datą ukończenia w 2013 roku. Projekt wymaga przebudowy sieci dróg na terenie lotniska.

### Połączenie kolejowe
Aéroports de Montréal planuje wprowadzenie ekspresowych połączeń kolejowych, aby przyspieszyć dostęp do lotniska z centrum miasta. Trasa miałaby mieć długość 20 km, z odjazdami co 20 minut, i czasem podróży poniżej 20 minut. W tym celu, Transport Canada, ADM, VIA Rail oraz Agence métropolitaine de transport, wspólnie opracowały szeroką propozycję, która obejmuje wzmocnienie pociągów podmiejskich i międzymiastowych między centrum Montrealu i na West Island w Montrealu. W dniu 17 czerwca 2010, Gare Centrale zostało wybrane jako miejsca docelowego połączenia kolejowego, które ma zostać ukończone między 2013 i 2015.
Prowincja Quebec zarezerwowała w budżecie 200 mln dolarów na ten projekt. Jednak, ten projekt prawdopodobnie będzie kosztować ponad 1 mld USD, dlatego pozostaje ogromna luka finansowa.
Główny problem z projektem, oprócz kosztów, jest, jak bardzo poprawi się transportu publiczny na West Island. Jeśli projekt zostanie zrealizowany wyłącznie z lotniska do centrum miasta, nie będzie on miał żadnego wpływu na społeczność wyspy. Ale jeśli zostanie ona przedłużona do Ste Anne de Bellevue, może to być wyraźna poprawa, podobnie jak Canada Line uczyniły dla Richmond w Kolumbii Brytyjskiej.

### Airbus A380
Ostatnim etapem przebudowy lotniska jest przygotowanie go do obsługi nowego Airbusa A380. Airbus oznaczony (MSN007) wystartował z Paryża-Charles de Gaulle i wylądował na lotnisku Montréal-Trudeau w dniu 12 listopada 2007 r. z około 500 osób na pokładzie. W Montrealu przebywał do 13 listopada, aby następnie polecieć do Orlando International Airport na Florydzie (Stany Zjednoczone). Powrócił do Montrealu w dniu 15 listopada, tego samego ani poleciał do Paryża, a następnie powrócił do bazy Tuluzie.
W ramach 60. rocznicy obecności Air France w Kanadzie, linia ta wysłała swojego Airbus 380 do Montreal-Trudeau na lot AF346/347, zaplanowano go na 7 października 2010 jako lot specjalny. Był to także pierwszy A380 należący do Air France w Kanadzie.
Air France, jako pierwszy operator, w dniu 22 kwietnia 2011 roku, rozpoczął oficjalnie codzienne połączenie lotnicze A380 do Montrealu. Są one obsługiwane przy bramie 55, która wyposażona jest w dwa rękawy do załadunku i rozładunku pasażerów do obu pokładów A380 jednocześnie.

## Linie lotnicze i połączenia
| Linia lotnicza                                                 | Kierunek | Pirs    | Uwagi |
| -------------------------------------------------------------- | --- | ------- | ----- |
| Aeroméxico                                                     | Meksyk | B       |       |
| Air Algerie                                                    | Algier | B       |       |
| Air Canada                                                     | Barbados, Bruksela, Calgary, Cancun, Cayo Coco, Chicago-O’Hare, Denver, Edmonton, Frankfurt, Fort-de-France, Fort Lauderdale, Genewa, Halifax, Holguin, Las Vegas, Londyn-Heathrow, Los Angeles, Montego Bay, Nowy Jork-LaGuardia, Orlando, Ottawa, Paryż-Charles de Gaulle, Pointe-à-Pitre, Port-au-Prince, Puerto Plata, Punta Cana, St John’s, Santa Clara, Toronto-Pearson, Vancouver, Varadero, Winnipeg Sezonowo: Antigua, Ateny, Barcelona, Cayo Largo, Cozumel, Deer Lake, Fort Myers, Ixtapa-Zihuatanejo [od 23 grudnia], Liberia, Miami, Nassau, Providenciales, Puerto Vallarta, Rzym-Fiumicino, Samaná, San Francisco, San Juan, St Lucia, Tampa, West Palm Beach | A, B, C |       |
| Air Canada Express obsługiwane przez Air Georgian              | Hartford, Moncton | A, C    |       |
| Air Canada Express obsługiwane przez Air Canada Jazz           | Bagotville, Baie-Comeau, Bathurst, Boston, Charlottetown, Chicago-O’Hare, Fredericton, Halifax, Houston-Intercontinental, Iqaluit, Magdalen Islands, Moncton, Mont-Joli, Nowy Jork-LaGuardia, Newark, Ottawa, Quebec, Rouyn-Noranda, Saint John, Sept-Îles, Toronto-Pearson, Val-d’Or, Waszyngton-National, Winnipeg Sezonowo: Regina | A, C    |       |
| Air Canada Express obsługiwane przez Sky Regional Airlines     | Toronto-Billy Bishop | A       |       |
| Air Creebec                                                    | Chibougamau, Val D’Or | A       |       |
| Air France                                                     | Paryż-Charles de Gaulle | B       |       |
| Air Inuit                                                      | Kuujjuarapik, La Grande, Quebec | A       |       |
| Air Saint-Pierre                                               | Saint-Pierre | B       |       |
| Air Transat                                                    | Cancun, Holguin, Stambuł-Atatürk, Málaga, Orlando, Paryż-Charles de Gaulle, Port-au-Prince, Puerto Plata, Punta Cana, Toronto-Pearson, Varadero Latem: Ateny, Barcelona, Bazylea/Miluza, Bordeaux, Bruksela, Dublin, Lizbona, Londyn-Gatwick, Lyon, Madryt, Marsylia, Nantes, Nicea, Porto, Rzym-Fiumicino, Tuluza, Wenecja-Marco Polo, Wiedeń Zimą: Acapulco, Antigua [od 18 grudnia], Camaguey, Cartagena, Cayo Coco, Cayo Largo, Fort Lauderdale, Havana, Ixtapa/Zihuatanejo, La Romana, Montego Bay, Panama, Porlamar, Puerto Vallarta, St Maarten, Samana, San Jose, Santa Clara, San Andres, San Salvador                                                               | B, C    |       |
| American Airlines                                              | Dallas/Fort Worth, Miami | C       |       |
| American Eagle Airlines                                        | Chicago-O’Hare, Nowy Jork-JFK, Nowy Jork-LaGuardia | C       |       |
| Bearskin Airlines                                              | Kitchener/Waterloo, Ottawa | A       |       |
| British Airways                                                | Londyn-Heathrow | B       |       |
| Continental Connection obsługiwane przez Colgan Air            | Newark | C       |       |
| Continental Express obsługiwane przez Chautauqua Airlines      | Cleveland | C       |       |
| Continental Express obsługiwane przez ExpressJet Airlines      | Newark | C       |       |
| Corsairfly                                                     | Paryż-Orly [sezonowo] | C       |       |
| Cubana de Aviación                                             | Camaguey, Cayo Coco, Hawana, Holguin, Santa Clara, Santiago de Cuba, Varadero | B       |       |
| Delta Connection obsługiwane przez Atlantic Southeast Airlines | Atlanta | C       |       |
| Delta Connection obsługiwane przez Comair                      | Detroit | C       |       |
| Delta Connection obsługiwane przez Pinnacle Airlines           | Cincinnati/Northern Kentucky, Detroit, Nowy Jork-JFK | C       |       |
| Delta Connection obsługiwane przez SkyWest                     | Minneapolis/St. Paul | C       |       |
| First Air                                                      | Iqaluit, Kuujjuaq | A       |       |
| KLM                                                            | Amsterdam | B       |       |
| Lufthansa                                                      | Monachium | B       |       |
| Monarch Airlines                                               | Hongkong | B       |       |
| Edelweiss Air                                                  | Londyn-Gatwick [sezonowo] | 3E      |       |
| Porter Airlines                                                | Halifax, Toronto-Billy Bishop Sezonowo: Mont-Tremblant | A       |       |
| Provincial Airlines                                            | Sept-Îles | A       |       |
| Qatar Airways                                                  | Ad-Dauha | B       |       |
| Royal Air Maroc                                                | Casablanca | B       |       |
| Royal Jordanian                                                | Amman | B       |       |
| SATA International                                             | Sezonowo: Lizbona, Ponta Delgada | B       |       |
| Sunwing Airlines                                               | Acapulco, Camaguey, Cancun, Cayo Coco, Cienfuegos, Cozumel, Fort Lauderdale, Hawana, Holguin, Isla Margarita, La Romana, Manzanillo de Cuba, Montego Bay, Orlando, Paryż-Charles de Gaulle, Panama, Punta Cana, Puerto Plata, Puerto Vallarta, Roatán, Santa Clara, Santiago de Cuba, Santo Domingo, Varadero | B, C    |       |
| Swiss International Air Lines                                  | Zurych | B       |       |
| Turkish Airlines                                               | Stambuł-Atatürk | A       |       |
| United Express operaobsługiwan przez GoJet Airlines            | Chicago-O’Hare, Waszyngton-Dulles | C       |       |
| United Express operaobsługiwan przez Shuttle America           | Chicago-O’Hare, Houston-Intercontinental, Newark, Waszyngton-Dulles | C       |       |
| United Express operaobsługiwan przez Trans States Airlines     | Waszyngton-Dulles | C       |       |
| US Airways Express operaobsługiwan przez Air Wisconsin         | Charlotte, Filadelfia | C       |       |
| US Airways Express operaobsługiwan przez Republic Airlines     | Charlotte, Filadelfia | C       |       |
| WestJet                                                        | Calgary, Cancun, Fort Lauderdale, Las Vegas, Punta Cana, Toronto-Pearson, Vancouver, Winnipeg Sezonowo: Edmonton, Montego Bay, Halifax, Orlando, Varadero | 2       |       |

| Linia lotnicza                                       | Kierunek | Pirs | Uwagi |
| ---------------------------------------------------- | --- | ---- | ----- |
| CanJet                                               | Antigua, Camaguey, Cancun, Cartagena, Cayo Coco, Cayo Largo, Cienfuegos, Fort-de-France, Ft. Lauderdale, Hawana, Holguin, Ixtapa/Zihuatanejo, La Ceiba, La Romana, Leon, Managua, Manzanillo, Montego Bay, Orlando, Panama, Pointe-a-Pitre, Providenciales, Puerto Plata, Puerto Vallarta, Punta Cana, St. Maarten, Samana, Santa Clara (Cuba), Santo Domingo, San Andres, San Salvador (Bahamy), San Salvador, Toronto-Pearson, Varadero | B, C |       |
| Thomas Cook Canada obsługiwane przez Air Canada Jazz | Cancun, Liberia, Montego Bay, Puerto Vallarta, Punta Cana | B    |       |

| Linia lotnicza   | Kierunek | Pirs | Uwagi |
| ---------------- | -------- | ---- | ----- |
| Nolinor Aviation |          |      |       |
| Volga-Dnepr      |          |      |       |
| Air Canada Cargo |          |      |       |